# شیر خوک

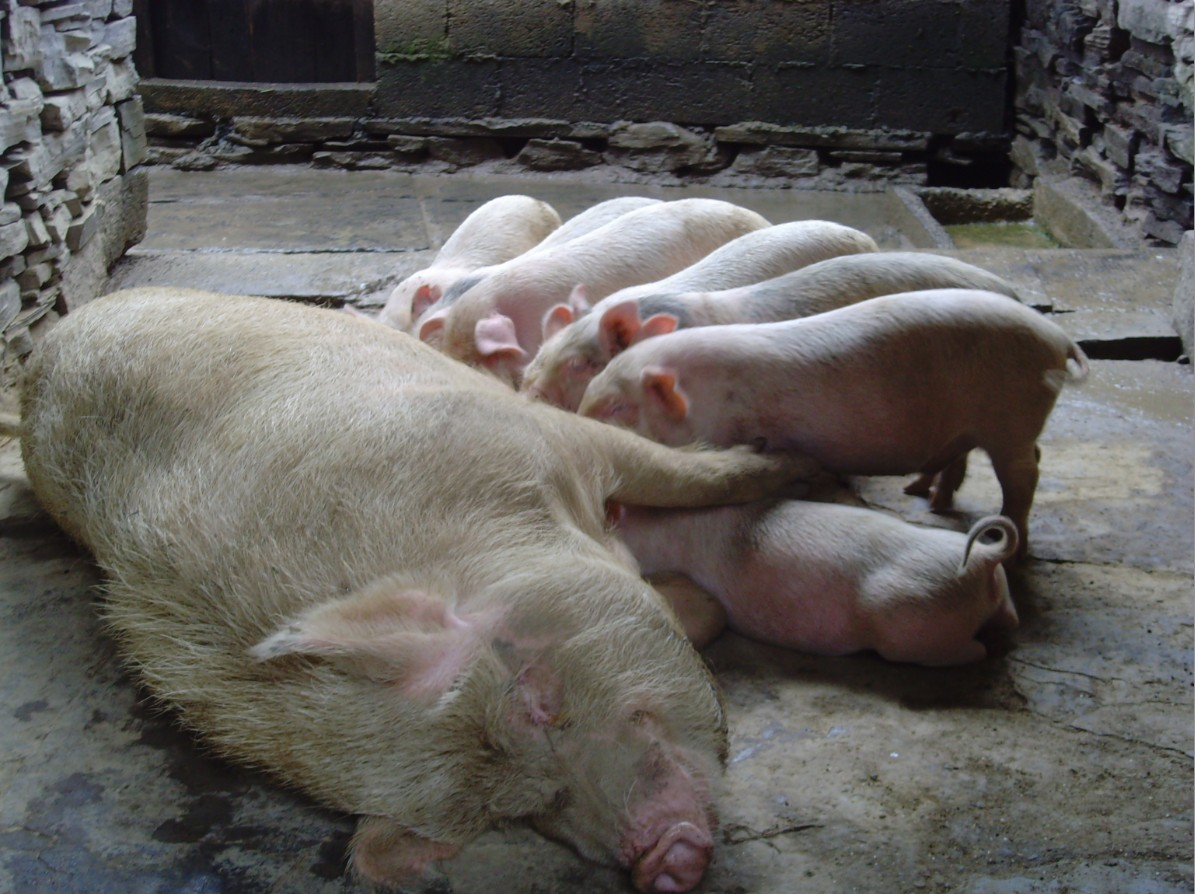
خوکچه‌هایی که شیر خوک مصرف می‌کنند

شیر خوک معمولاً توسط بچه‌خوک‌ها مصرف می‌شود. این شیر از نظر ترکیب شبیه به شیر گاو است، با این حال چربی بیشتری دارد و آبکی‌تر است. شیر خوک به ندرت برای استفاده‌های انسانی به دست می‌آید و به عنوان یک محصول کشاورزی قابل‌قبول در نظر گرفته نمی‌شود. تلاش‌هایی برای تولید پنیر از شیر خوک انجام شده است که برخی از آن‌ها موفقیت‌آمیز بوده‌اند.

## توصیف
شیر خوک حاوی ۸٫۵٪ چربی است در حالی که شیر گاو دارای ۳٫۵٪ درصد چربی است. از نظر ترکیب پروتئین، چربی و لاکتوز، ترکیب مشابهی با کلستروم شیر گاو دارد. خوک‌ها با رژیم‌های غذایی پرپروتئین نسبت به آن‌هایی که رژیم‌های غذایی کم‌پروتئین دارند، شیر بیشتری تولید می‌کنند. همچنین توصیف شده است که شیر خوک طعمی بیشتر از شیر بز دارد و آبکی‌تر از شیر گاو به نظر می‌رسد.

## مشکل در دوشیدن خوک
شیر خوک به دلایل متعددی برای تولید تجاری مناسب در نظر گرفته نمی‌شود. خوک‌ها به عنوان حیواناتی که دوشیدن آن‌ها دشوار است شناخته می‌شوند. خود خوک مادر (سور) تمایلی به دوشیده شدن ندارد، ممکن است همکاری نکند یا از حضور انسان بترسد و خوک‌های شیرده ممکن است بسیار تهاجمی باشند. سورها دارای ۸ تا ۱۶ نوک پستان کوچک هستند که هر کدام مقدار کمی شیر برای مدت زمان کوتاهی تولید می‌کنند. زمان دوشیدن یک خوک می‌تواند حدود پانزده ثانیه باشد در حالی که این زمان برای یک گاومیش ده دقیقه است. یک سور ممکن است تنها ۱۳ پوند شیر در روز تولید کند در حالی که تولید شیر یک گاو ۶۵ پوند است. (تولید شیر با استفاده از سیستمی که وزن بچه‌خوک‌ها را قبل و بعد از شیر خوردن اندازه‌گیری می‌کند، تخمین زده شده است) علاوه بر این، هیچ دستگاه دوشیدن موجودی طراحی نشده است که بتواند به حدود دوازده پستان متصل شود و شیر را برای ۱۵ ثانیه استخراج کند. در نهایت، خوک‌ها، برخلاف گاوها، نمی‌توانند در حین شیردهی باردار شوند که این موضوع عملیات تولید شیر خوک را حتی کمتر قابل‌قبول می‌کند.

## استفاده‌های انسانی
در مقایسه با حیوانات معمولی‌تر مانند گاوهای شیری یا بزها، یکی از مسائل اصلی رژیم غذایی همه‌چیزخوار خوک‌ها است. طعم شیر خوک به عنوان «گیم» توصیف شده است که بیشتر از شیر بز است. همچنین، شیر خوک به عنوان آبکی‌تر از شیر گاو در نظر گرفته می‌شود.

### پنیر
پنیر تولید شده از شیر خوک به عنوان دارای طعم متمرکز و تشدید شده شیر خوک توصیف شده است. سرآشپز ادوارد لی یک پنیر ریکوتا از شیر خوک تهیه کرد که آن را «خوشمزه» توصیف کرد.
یک کشاورز هلندی یکی از اولین پنیرهای آزمایشی از شیر خوک را تولید کرد. تا ده نفر برای دوشیدن سورها به مدت چندین ساعت کار کردند. چندین تلاش برای تولید پنیر ناموفق بود. در نهایت، آن‌ها موفق شدند چند کیلوگرم پنیر تولید کنند. گزارش شده است که طعم آن «گچی و کمی شور» بوده و نسبت به سایر پنیرها «شورتر و خامه‌ای‌تر، اما دانه‌دانه‌تر» بوده است. این پنیر به یک خریدار ناشناس در یک خیریه کودکانه به قیمت ۲٬۳۰۰ دلار برای هر کیلوگرم فروخته شد. این قیمت بالاتر از گران‌ترین نوع معروف به پنیر پوله است که از شیر خر بالکان صربستان تهیه می‌شود.

### سلامتی و زیبایی
سوزانا مانتگومری، کنتس اگلینتون عادت داشت که صورتش را با شیر خوک بشوید. او این درمان را به دیگران توصیه می‌کرد، زیرا معتقد بود که به حفظ فرم و رنگ چهره کمک می‌کند.